# Xã Linden Grove, Quận St. Louis, Minnesota
Xã Linden Grove (tiếng Anh: Linden Grove Township) là một xã thuộc quận St. Louis, tiểu bang Minnesota, Hoa Kỳ. Năm 2010, dân số của xã này là 145 người.